# Titeuf, le film (bande originale)
Titeuf, le film est la bande originale du film homonyme réalisé par Zep.
Les chanteurs Johnny Hallyday, Bénabar, Francis Cabrel, Max Boublil, Jean-Jacques Goldman, Alain Souchon, Robert Goldman (sous le nom de Moïse Albert) et Grégoire ont participé au disque.

## Les titres
| No  | Titre | Auteur                                                   | Durée |
| --- | --- | -------------------------------------------------------- | ----- |
| 1.  | Ouverture                                                                                                  | Thierry Blanchard, Nicolas Neidhardt, Moïse Albert       |       |
| 2.  | La route est ta seule amie (interprété par Johnny Hallyday)                                                | Zep                                                      |       |
| 3.  | Les filles, à quoi ça sert ? (interprété par Bénabar, Francis Cabrel, Jean-Jacques Goldman, Alain Souchon) | Zep                                                      |       |
| 4.  | Why do i fall (interprété par James Blunt)                                                                 | Moïse Albert - Thierry Blanchard                         |       |
| 5.  | Father and son                                                                                             | Thierry Blanchard, Nicolas Neidhardt, Moïse Albert       |       |
| 6.  | Je commence à comprendre (interprété par Grégoire)                                                         | L. Izon, Moïse Albert - Moïse Albert                     |       |
| 7.  | You are my family (interprété par Alex Hepburn)                                                            | Moïse Albert - Thierry Blanchard                         |       |
| 8.  | Two souls one love (interprété par Nadia Farès)                                                            | Nicolas Neidhardt                                        |       |
| 9.  | Soupe de langue                                                                                            | Thierry Blanchard, Nicolas Neidhardt, Moïse Albert       |       |
| 10. | J'kiffe ton tugudu (interprété par Max Boublil)                                                            | Zep, Moïse Albert - Zep, Moïse Albert, Thierry Blanchard |       |
| 11. | Elle est bonne (interprété par Toufo)                                                                      | Zep, Moïse Albert - Zep, Nicolas Neidhardt               |       |
| 12. | Mugulator                                                                                                  | Thierry Blanchard, Nicolas Neidhardt, Moïse Albert       |       |
| 13. | As soon as i can (interprété par Delphine Elbé)                                                            | Moïse Albert - Nicolas Neidhardt                         |       |
| 14. | Same direction (interprété par Les Tee' Touch)                                                             | Thierry Blanchard                                        |       |
| 15. | Super hat on                                                                                               | Thierry Blanchard, Nicolas Neidhardt, Moïse Albert       |       |
| 16. | Champs de larmes (interprété par Delphine Elbé)                                                            | Moïse Albert                                             |       |
| 17. | Lâchez-moi le slip (interprété par Toufo)                                                                  | Toufo - Zep                                              |       |

## Musiciens et techniciens
- Enregistrement : Thierry Blanchard et Nicolas Neidhardt
- Studios : Hauts de Gammes et Aktion Entertainment
- Mixage : Thierry Blanchard
- Guitares : Cyril Tarquiny
- Basse et guitares : Jean-Marc Haroutiounan
- Saxophones : Christophe Nègre
- Trompette : Éric Giausserand
- Violoncelle : Florence Hennequin
- Piano, claviers, programmations et arrangements : Thierry Blanchard et Nicolas Neidhardt
- Harmonica : Moïse Albert
- Chœurs : Delphine Elbé, Fred Damon, Cyril Tarquiny, Thierry Blanchard, Nicolas Neidhardt et Moïse Albert
- La route est ta seule amie:
  - Guitares, claviers et programmation : Gildas Arzel
  - Basse : Olivier Unia
  - Cuivres : Christophe Nègre et Éric Giausserand
  - Chœurs : Delphine Elbé et Agnès Puget/ Hampartzoumian
  - Mixage : Gildas Lointier et Thierry Blanchard